# Tsunashima Ryōsen

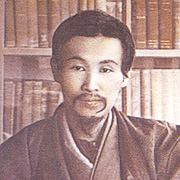
Tsunashima Ryōsen

Tsunashima Ryōsen (japanisch 綱島 梁川, eigentlich Tsunashima Eiichirō; geboren 27. Mai 1873 in Ukan (Präfektur Okayama); gestorben 14. September 1907 in Tokio) war ein japanischer, religiös-orientierter Denker und Autor.

## Leben und Wirken
Tsunashima Ryōsen wurde 1890 in Okayama als Christ getauft. Im Alter von 19 Jahren zog er nach Tokio und studierte unter Tsubouchi Shōyō und Ōnishi Hajime an der „Tōkyō Senmon Gakkō“ (heute Waseda-Universität). Unter Onishi wandte er sich der Ethik und Religion zu und schrieb später „Kairaku-ha rinri gakusetsu“ (快楽派倫理学説) – „Hedonistische Ethik“ und „Seiyō rinri-gaku-shi“ (西洋倫理学史)´– „Geschichte der abendländischen Ethik“. Englisch lernte er auch, und zwar unter Natsume Sōseki. Sein Studium schloss er 1895 ab.
Tsunashima arbeitete dann als Redakteur des Literaturmagazins Waseda Bungaku (早稲田文学). Als Literatur- und Ästhetik-Kritiker veröffentlichte er romantische und religiöse Schriften wie „Hiai no kōchō“ (悲哀の高調) – „Trauer in Hochstimmung“ 1902. Im Streit um Historienmalerei mit dem Schriftsteller Takayama Chogyū zeigte er seine Diskussionsstärke. Da er immer wieder Blut spuckte, wurde sein Schreiben allmählich religiöser.
Junge Studenten wie Abe Yoshishige (1883–1966) und Uozumi Setsuro (魚住折蘆; 1883–1910) besuchten Yanagawa. 1904 erfuhr er eine plötzliche Erleuchtung und schrieb darüber im Werk „Yo ga mishin no jikken“ (予が見神の実験) – „Ein Experiment der Sicht Gottes“ 1905, was eine große Resonanz hervorrief. Der Einfluss auf junge Leute war groß, und „Ryōsen bunshū“ (梁川文集) und „Byakkanroku“ (病間録) – „Eine Krankenakte“, beide erschienen 1905, gewannen eine große Zahl von Lesern. In seinem letzten Jahr 1907, bereits im Krankenhaus, publizierte er „Kaikōroku“ (回光録) – „Aufzeichnung einer Erleuchtung“.